# Bakcheios
Bakcheios, även kallad Bacchius senex, var en grekisk musikförfattare under 300-talet efter Kristus.
Bakcheios skrev en musikens katekes i dialogform, Eisagoge technes musikes, som flera gånger utgetts både på originalspråket och i översättningar.

## Fotnoter
1. 1 2  Katalog der Deutschen Nationalbibliothek, Deutsche Nationalbibliotheks katalog-id-nummer: 100967388, läst: 10 juni 2020.[källa från Wikidata]